# Konsumentenkreditversicherung
Eine Konsumentenkreditversicherung (KKV) oder Restschuldversicherung schützt Kreditgeber wie Banken, Sparkassen, Autobanken, Versandhäuser, Warenhäuser, Leasingunternehmen etc. vor den Folgen von Forderungsverlusten aus Ratenkrediten, Dispositionskrediten, Kreditkartenverträgen oder Electronic Cash. Der Versicherer ersetzt daraus entstandenen Schäden und übernimmt das Inkasso- und Regressverfahren.
Um sich besondere Wünsche zu erfüllen, aber auch Dinge des täglichen Lebens anzuschaffen, greifen immer mehr Konsumenten auf die zahlreichen und verlockenden Kreditangebote der verschiedenen Unternehmen zurück. Die Höhe dieser Kredite beträgt allein in Deutschland pro Jahr rund 250 Milliarden Euro. In der Automobilbranche wird mittlerweile der größte Teil der verkauften Fahrzeug über Leasing oder Kredite der Automobilbanken finanziert.
Anders als zum Beispiel bei der Kreditvergabe an Unternehmen sind Privatkonsumenten hinsichtlich der Bonitätsbeurteilung schwer überprüfbar. Nach Angaben der Euler Hermes Kreditversicherungs-AG seien allein in Deutschland ca. 20 Mio. Haushalte in Höhe eines Nettojahreseinkommens verschuldet. Jeder zwölfte Haushalt sei überschuldet. Die Einführung der Verbraucherinsolvenz im Zuge der Insolvenzrechtsreform macht viele der offenen Forderungen uneinbringlich. Nach Schätzungen des Bundesverband Inkasso (BDIU) wird die Anzahl der Privatinsolvenzen im Jahre 2007 auf 130.000 steigen (2006: 93.242; 2005: 68.898).